# Shame, Shame, Shame
Singles de Shirley & Company (en)
Cry Cry Cry
(1975)
Shame, Shame, Shame est le premier single du groupe disco Shirley & Company (en) sorti en 1974.
La chanson, écrite et produite par Sylvia Robinson, a été un succès mondial, atteignant le numéro un du classement des singles soul aux États-Unis pendant une semaine et numéro un pendant quatre semaines sur les charts disco/dance.
Sorti sur Disco Dynamite!, le premier et unique album de Shirley & Company, paru en 1975, ce titre est le seul véritable succès du groupe ; il a fait l'objet de plusieurs reprises.

## Reprises
Une version assez connue est celle enregistrée en 1975 par Linda Fields & The Funky Boys, qui est souvent prise à tort pour la version originale.
Henri Salvador a sorti une version en français intitulée J'aime tes g'noux' : le titre reprend phonétiquement le refrain Shame on you.
L'actrice et chanteuse polonaise Izabella Scorupco l'a également reprise en 1992 en faisant un succès en Europe. Le clip, en noir et blanc, était réalisé par Jonas Åkerlund.

## Classement par pays
| Classement (1975)                       | Meilleure position |
| --------------------------------------- | ------------------ |
| France (SNEP)                           | 2                  |
| Belgique (Wallonie Ultratop 50 Singles) | 2                  |
| Belgique (Flandre Ultratop 50 Singles)  | 1                  |
| Suisse (Schweizer Hitparade)            | 2                  |
| Allemagne (Media Control AG)            | 1                  |
| Autriche (Ö3 Austria Top 40)            | 1                  |
| Pays-Bas (Nederlandse Top 40)           | 1                  |
| Norvège (VG-lista)                      | 9                  |